# Александрийски погром
Александрийският погром е поредица от масови безредици в египетския град Александрия през 38 година.
Сведенията за събитията и техния характер е спорен, като единственият източник за тях е Филон Александрийски, активен участник в конфликта.
Според него става дума за сблъсък между еврейската общност в града и други негови жители, подкрепяни от римския претор Авъл Авилий Флак, при който са бити видни евреи. Самият Филон участва в еврейска делегация, представила пред император Калигула жалба по случая.